# Étienne Decroux
Étienne Decroux (Parigi, 19 luglio 1898 – Boulogne-Billancourt, 12 marzo 1991) è stato un attore teatrale e mimo francese.
Fondatore della più importante scuola di mimo del mondo occidentale, è considerato il padre del mimo moderno.

## Biografia
Nato a Parigi nel 1898, la sua formazione teatrale ebbe inizio presso l'école du Vieux-Colombier a Parigi, sotto la direzione di Jacques Copeau. Orientato politicamente, iniziò l'attività teatrale con un gruppo dell'estrema sinistra anarchica. Divenne poi allievo di Charles Dullin. Lavorò in teatro sotto la direzione di Antonin Artaud e Louis Jouvet, nel cinema recitò in  alcuni film diretti da Marcel Carné e Jacques Prévert.
Furono allievi di Decroux tutti i più famosi attori della scuola di mimo francese: Jacques Lecoq, Jean-Louis Barrault e Marcel Marceau.
L'importanza di Étienne Decroux nella storia del teatro, oltre alla sua attività di insegnante e fondatore di una scuola, è legata al fatto di avere elaborato una grammatica corporale dell'attore, trascritta nel trattato Il mimo corporale drammatico. È un imponente edificio teorico che codifica un meccanismo e un sistema di movimenti, sequenze e metodi di apprendimento, una sorta di "alfabeto" con cui qualsiasi movimento espressivo può essere scomposto, descritto ordinatamente e riprodotto sulla scena.
Fu docente presso il Piccolo Teatro di Milano, chiamato dal regista teatrale Giorgio Strehler, e all'Actor's Studio di New York.

## Filmografia parziale
- L'affare è fatto (L'affaire est dans le sac), regia di Pierre Prévert (1932)
- L'avvelenatrice (L'Affair Lafarge), regia di Pierre Chenal (1938)
- Macao l'inferno del gioco (Macao, l'Enfer du jeu), regia di Jean Delannoy (1942)
- Il corvo (Le Corbeau), regia di Henri-Georges Clouzot (1943)
- Straniero in casa (Le Voyageur sans bagages), regia di Jean Anouilh (1944)
- Amanti perduti (Les Enfants du paradis), regia di Marcel Carné (1945)